# Cygnicollum aphroditae
Cygnicollum aphroditae is een soort in de taxonomische indeling van de Myzozoa, een stam van microscopische parasitaire dieren. Het organisme komt uit het geslacht Cygnicollum en behoort tot de familie Lecudinidae. Cygnicollum aphroditae werd in 1863 ontdekt door Lankester.